# London Pride (skulptur)
För andra betydelser, se London Pride.
London Pride är en 202 cm hög skulptur i brons av den brittiska konstnären Frank Dobson, placerad vid promenadstråket Queen's Walk i området South Bank i London. Skulpturen gavs statusen Grade II i januari 2016.

## Motiv och inskription
Skulpturen föreställer två nakna kvinnor, som sitter på en slät plattform. Följande inskription, som gjordes av konstnären David Kindersley, finns på skulpturens framsida:
'LONDON PRIDE / FRANK DOBSON CBE RA / 1886–1963 / Commissioned for / THE FESTIVAL OF BRITAIN 1951 / GIVEN BY MARY DOBSON 1987 / AND PLACED ON THE SOUTH BANK / Assisted generously by Lynton Property & Revisionary Plc and / The Henry Moore Foundation / ARTS COUNCIL OF GREAT BRITAIN'.